# Villarodin-Bourget
Villarodin-Bourget és un municipi francès situat al departament de la Savoia i a la regió d'Alvèrnia-Roine-Alps. L'any 2007 tenia 475 habitants.

## Demografia

### Població
El 2007 la població de fet de Villarodin-Bourget era de 475 persones. Hi havia 224 famílies de les quals 80 eren unipersonals (36 homes vivint sols i 44 dones vivint soles), 80 parelles sense fills, 56 parelles amb fills i 8 famílies monoparentals amb fills.
La població ha evolucionat segons el següent gràfic:
Habitants censats

### Habitatges
El 2007 hi havia 1.422 habitatges, 228 eren l'habitatge principal de la família, 1.169 eren segones residències i 25 estaven desocupats. 314 eren cases i 1.098 eren apartaments. Dels 228 habitatges principals, 174 estaven ocupats pels seus propietaris, 31 estaven llogats i ocupats pels llogaters i 23 estaven cedits a títol gratuït; 12 tenien una cambra, 31 en tenien dues, 37 en tenien tres, 54 en tenien quatre i 94 en tenien cinc o més. 144 habitatges disposaven pel capbaix d'una plaça de pàrquing. A 96 habitatges hi havia un automòbil i a 102 n'hi havia dos o més.

### Piràmide de població
La piràmide de població per edats i sexe el 2009 era:
| Homes | Edats   | Dones |
| ----- | ------- | ----- |
| 0     | 95 o +  | 0     |
| 0     | 90 a 94 | 4     |
| 4     | 85 a 89 | 8     |
| 0     | 80 a 84 | 0     |
| 8     | 75 a 79 | 8     |
| 12    | 70 a 74 | 12    |
| 8     | 65 a 69 | 16    |
| 12    | 60 a 64 | 12    |
| 20    | 55 a 59 | 20    |
| 16    | 50 a 54 | 16    |
| 28    | 45 a 49 | 24    |
| 24    | 40 a 44 | 16    |
| 32    | 35 a 39 | 16    |
| 8     | 30 a 34 | 8     |
| 8     | 25 a 29 | 12    |
| 24    | 20 a 24 | 8     |
| 12    | 15 a 19 | 8     |
| 12    | 10 a 14 | 20    |
| 16    | 5 a 9   | 20    |
| 12    | 0 a 4   | 0     |

## Economia
El 2007 la població en edat de treballar era de 323 persones, 260 eren actives i 63 eren inactives. De les 260 persones actives 254 estaven ocupades (135 homes i 119 dones) i 6 estaven aturades (3 homes i 3 dones). De les 63 persones inactives 37 estaven jubilades, 14 estaven estudiant i 12 estaven classificades com a «altres inactius».

### Ingressos
El 2009 a Villarodin-Bourget hi havia 214 unitats fiscals que integraven 471 persones, la mediana anual d'ingressos fiscals per persona era de 18.863 €.

### Activitats econòmiques
Dels 87 establiments que hi havia el 2007, 1 era d'una empresa alimentària, 1 d'una empresa de fabricació d'altres productes industrials, 3 d'empreses de construcció, 8 d'empreses de comerç i reparació d'automòbils, 2 d'empreses de transport, 23 d'empreses d'hostatgeria i restauració, 2 d'empreses d'informació i comunicació, 6 d'empreses immobiliàries, 3 d'empreses de serveis, 35 d'entitats de l'administració pública i 3 d'empreses classificades com a «altres activitats de serveis».
Dels 17 establiments de servei als particulars que hi havia el 2009, 1 era una fusteria, 1 electricista, 13 restaurants i 2 agències immobiliàries.
Dels 6 establiments comercials que hi havia el 2009, 1 era una botiga de més de 120 m², 1 una fleca, 1 una llibreria i 3 botigues de material esportiu.
L'any 2000 a Villarodin-Bourget hi havia 5 explotacions agrícoles.

## Equipaments sanitaris i escolars
El 2009 hi havia 1 escola maternal integrada dins d'un grup escolar amb les comunes properes formant una escola dispersa i 1 escola elemental integrada dins d'un grup escolar amb les comunes properes formant una escola dispersa.

## Poblacions més properes
El següent diagrama mostra les poblacions més properes.